# Liberation (The Divine Comedy)
Liberation è il secondo album in studio del gruppo musicale nordirlandese The Divine Comedy, pubblicato nel 1993.

## Tracce
1. Festive Road – 1:56
2. Death of a Supernaturalist – 3:18
3. Bernice Bobs Her Hair – 4:00
4. I Was Born Yesterday – 3:29
5. Your Daddy's Car – 3:55
6. Europop – 4:30
7. Timewatching – 3:53
8. The Pop Singer's Fear of the Pollen Count – 4:19
9. Queen of the South – 4:27
10. Victoria Falls – 4:10
11. Three Sisters – 4:42
12. Europe by Train – 4:27
13. Lucy – 4:39